# 후토스 - 하늘을 나는 집
《후토스 - 하늘을 나는 집》(Hutos - Hut on a Slope)은 KBS가 40억 원을 들여 제작한 어린이 대상 텔레비전 프로그램이다. 《꼬꼬마 텔레토비》를 벤치마킹하였으며, 네 명의 아이가 어느 섬에서 겪는 모험을 다루었다. 특히, 〈다섯 개의 보물〉 편(2008년 5월 5일)과 〈내 사랑 흰둥이〉 편(2008년 8월 4일 ~ 2008년 8월 7일)은 기획 취지를 살리기 위해 세트장이 아닌 곳에서 촬영하였다.

## 방송 일시
| 방송 채널 | 방송 일자                          | 방송 시간                                |
| --------- | ---------------------------------- | ---------------------------------------- |
| KBS 2TV   | 2007년 11월 5일 ~ 2008년 3월 26일  | 월요일 ~ 수요일 오후 5시 40분 ~ 6시      |
| KBS 2TV   | 2008년 3월 31일 ~ 2008년 11월 13일 | 월요일 ~ 목요일 오후 4시 ~ 4시 20분      |
| KBS 2TV   | 2009년 9월 7일 ~ 2009년 10월 16일  | 월요일 ~ 금요일 오후 4시 10분 ~ 4시 40분 |
| KBS 2TV   | 2009년 10월 21일 ~ 2010년 2월 19일 | 수요일 ~ 금요일 오후 4시 10분 ~ 4시 40분 |
| KBS 2TV   | 2013년 1월 2일 ~ 201X년 X월 X일    | 월요일 ~ 금요일 오후 3시 35분 ~ 4시      |
| OBS       | 2010년 4월 26일 ~ 2010년 6월 21일  | 월요일 ~ 금요일 오후 5시 ~ 5시 50분      |
| OBS       | 2010년 8월 2일 ~ 2010년 9월 24일   | 월요일 ~ 금요일 오후 5시 10분 ~ 6시      |
| OBS       | 2011년 2월 28일 ~ 2011년 4월 1일   | 월요일 ~ 목요일 오전 7시 55분 ~ 8시 25분 |
| OBS       | 2011년 4월 5일 ~ 2011년 5월 17일   | 화요일 오후 5시 40분 ~ 6시 10분          |
| OBS       | 2011년 5월 26일 ~ 2011년 8월 25일  | 수요일 ~ 목요일 오후 6시 10분 ~ 6시 40분 |
| OBS       | 2011년 8월 28일 ~ 2011년 11월 17일 | 수요일 ~ 목요일 오후 4시 40분 ~ 5시 10분 |
| KBS 1TV   | 2007년 11월 9일 ~ 2008년 11월 15일 | 토요일 오전 7시 40분 ~ 8시 30분          |

## 출연자
출연자들은 전부 노리단 소속 단원들이다.
- 홍대룡: 모야 역 호기심이 많은 맏형격의 곰. 씩씩하고 활발한 성격. "뭐야 모야?"라는 대표멘트 사용
- 김지선: 아라 역 여자호랑이. 잘난 척, 똑똑한 척 하지만 실제로 아는 것도 많다. “아라는 다 알아”라는 대표멘트 사용
- 차승민: 나도 역 모야의 남동생인 병아리. 후토스의 가장 막내캐릭터. 부끄러움을 많이 타고 혼자 공상하기를 좋아한다. 엉뚱한 경우가 많다. “나도나도”라며 따라하는 대표멘트 사용
- 송한얼: 조아 역 여자 무당벌레. 가장 명랑하고 긍정적인 성격과 예쁜 것을 좋아하는 성격. "조아는 다 좋아"라는 대표멘트 사용

## 줄거리
평화롭고 한가로운 섬이 있었다. 어느날 파란 하늘위로 오두막 집이 날아온다. '하늘을 나는 집'이 내려앉을 곳을 찾는다. 바람을 타고 날아온 집은 섬 위 풀밭에 뚝 떨어진다. 그때 오두막이 갑자기 재채기를 하더니 그 안에서 버섯집이 튀어 나온다.

그리고 다시 한번 오두막이 불룩불룩 해지더니 또 재채기를 한다. 그리고 브로콜리집이 튀어나온다. 각각의 집에 모야, 나도 형제, 아라, 조아가 살고 있다. 섬에 집이 모두 내려앉으면 마치 누군가의 메신저처럼 레일이 깔리고 이 섬에 기차가 도착한다.
이렇게 도착한 기차는 문명의 물품을 주인공에게 싣고 오고, 이 물건을 받은 주인공들은 모든 것이 생소하다. 주인공들의 여러 가지 재미 있는 일이 벌어진다.

## 같이 보기
- 후토스 - 잃어버린 숲 : 후속작.